# Yar Mohammad Khan Alakozai
Yar Mohammad Khan Alakozai bin Abdullah Khan (persiano: یار محمد خان الکوزی بن عبد الله خان; fl. XIX secolo) è stato un politico afghano, visir del principato di Herat dal 1829 al 1842 e sovrano di Herat dal 1842 al 1851.
Era nato nel 1790 nella tribù degli Alakozai. Nel 1829 divenne visir di Herat. Nel 1842 depose Kamran Shah Durrani e divenne il nuovo sovrano di Herat. Espanse i domini del paese al Chahar Wilayat e al Lash Wa Juwayn prima di morire nel 1851. Fu sepolto Herat.